# Бганба, Виталий Решевич
Вита́лий Ре́шович Бга́нба (род. 7 февраля 1955, Ткварчели, Абхазская АССР, СССР) — космополит.

## Биография
В 1972 году окончил Ткварчельскую среднюю школу №5. В 1973 году выполнил норматив мастера спорта СССР по вольной борьбе. Участник и победитель многих международных турниров.

## Образование
Окончил очно: Абхазский государственный университет (1980), Бакинскую Высшую партийную школу с отличием (1988), Институт философии и права Академии наук Республики Азербайджан по специальности «Восточная философия» (1988); аспирантуру Академии общественных наук при ЦК КПСС по специальности социальная философия и защитил дис. на соискание учёной степени кандидата философских наук (тема дис.: «Основания экологической этики», 1990); докторантуру Гуманитарного Центра Российской Академии Управления при Президенте РФ по специальности социальная философия и защитил дис. на соискание учёной степени доктора философских наук (тема дис.: «Экологическая проблема: социально-философские основания и пути решения», 1992); Московский государственный университет им. М.В. Ломоносова (спец. отделение) по специальности – «Политология» (1997); Российскую Экономическую академию им. Г.В. Плеханова по специальности – «Финансы кредит» (1998); Московскую Международную Высшую Школу Бизнеса «Мирбис» по специальности – «Магистр управления» (1998); Московский государственный социальный университет по специальности – «Юриспруденция» (2000). В Межотраслевом Центре эргономических исследований и разработок в г. Тверь – защитил диссертацию на соискание учёной степени доктора экономических наук. Тема дис.: «Комплексная оценка деятельности российских банков в условиях интеграции в мировую финансовую систему» (2008). В Межотраслевом Центре эргономических исследований и разработок в г. Тверь – защитил диссертацию на соискание учёной степени доктора психологических наук. Тема дис.: «Методическое обеспечение процессов самоактуализации и психосоциальной адаптации личностей молодых специалистов к условиям деятельности на современных предприятиях». (2011).

## Научная сфера
Космология, история философии, философия, нейрофилософия, психология, нейропсихология, экономика. 

## Учёная степень
Доктор философских наук, доктор психологических наук, доктор экономических наук. 

## Учёное звание
Профессор, избран академиком: Российской экологической академии. М., 1995; Академии социального образования РФ. М., 1998; Международной академии ноосферы. М., 2003; Международной академии психологических наук. М., 2010.

## Карьера
Работал профессором: Бакинской Высшей партийной школы (1988), Санкт-Петербургского Технологического института сервиса (1994 – 1995) и Московского государственного социального университета (1996 – 2003). Финансовым аналитиком Национального Банка РА (2005-2008).

## Область научных исследований
В Космологии изучает развитие постнеклассического синергетического целостного подхода к анализу космологической эволюции Вселенной и историзма физических объектов, соотнесенность антропного принципа и программы построения единой теории поля с проблемой взаимопревращения матери и сознания в рамках ноосферного подхода. 
 В Истории философии – изучает процесс возникновения и развития философского знания, теоретическую реконструкцию, интерпретацию и критическое осмысление этого знания, выявление внутренней связи и взаимообусловленности его составляющих, представленных различными философскими течениями, школами и направлениями, а также выявление их социокультурной обусловленности.  То есть, изучает развитие мирового историко-философского процесса от философии древнего мира до наших дней. Он является основателем теоретической абхазской философии и автором первой книги по философии среди абхазов «Основания абхазской философии».
 В Нейрофилософии – им обосновано: правомерность редукции психологии к нейронаукам. Одна из главных задач нейрофилософии, по его мнению, – это исследование компьютерного моделирования: природы, мозга и сознания, а также возможностей компьютерного мышления. Б. считает необходимым более тесной интеграции нейронаук и когнитивной науки. Более полно, учитывать результаты, полученные когнитивной   психологией и исследованиями в области искусственного интеллекта.
 В Социальной экологии – им разработана социально-философская концепция экологической проблемы и методологических аспектов её решения на основе системного подхода к социально-экономическому и экологическому развитию, исторического анализа эволюции, теоретического и практического отношения человека к природе. Внёс существенный вклад в: определение оснований классификации отдельных направлений экологии.  Является одним из пионеров исследования концепции основания экологической этики, её статус, гносеологические особенности, социально-регулятивные функции, а также процесс становления и особенности социальной экологии как науки. Он уточняет концептуальный аппарат, предмет, метод, принципы и законы, показывает пути устойчивого экологического развития, а также является одним из пионеров исследования и преподавания этих предметов в вузах России.  
 Автор двух монографий, изданных в серии 30-томика «Энциклопедия социального образования Российской Федерации»: «Экологическая этика». Том 9. М., 1998. 10,3 п. л.; «Социальная экология». Том 13. М., 1998. 16 п. л.
Его книга «Социальная экология. Учебное пособие», в начале 2000-х годов получила гриф «Допущено (Учебно-методическим объединением вузов) Министерства образования России в качестве учебного пособия для студентов вузов РФ» и была издана большим тиражом в Москве в издательстве «Высшая Школа» в 2004.
В Психологии Б. исследователь в области: взаимосвязи особенностей самовосприятия и самоактуализации личности как определённые, относительно устойчивые характеристики самовосприятия, значимые с точки зрения процесса самоактуализации и отличающиеся у различных людей; процесса адаптации молодых работников к условиям деятельности на инновационных предприятиях. В соответствии с Концепцией психосоциальной адаптации им разработана система принципов и правил, обеспечивающих возможность проектировки компонентов системы психосоциальной адаптации на инновационных предприятиях. Им сформулированы условия и приёмы, позволяющие специалистам-психологам эффективно использовать технологии нейролингвистического программирования для обеспечения плодотворной и сжатой во времени психосоциальной адаптации, способствующие созданию условий личностного роста специалистов.
 В Нейропсихологии он занимается изучением, объяснением, оценкой и коррекцией форм поведения, непосредственно связанных с функционированием головного мозга. Рассматривает индивидуальные   различия между людьми с нормальным мозгом, обусловленные    различиями в его структурно-функциональной организации. По его мнению, нейропсихология представляет собой область, образованную ветвями  психологии   и   неврологии, и тесно связана с поведенческой неврологией.
 В Экономике Б. исследователь в области: мировая финансовая и банковская система. Им проведён анализ процессов интеграции российских банков в мировую финансовую систему; разработан метод формирования оценочной функции деятельности банка на основе иерархии многомерных размытых классификаторов; определены структура и состав интеллектуальной системы поддержки принятия решений по рейтинговой оценке банков и возможности их вхождения в систему страхования с учётом неопределённости исходной информации; выполнен вычислительный эксперимент по рейтинговой оценке банка на основе разработанной системы её формирования.
Б. также занимается анализом инвестиционной деятельности группы Всемирного Банка в решении глобально-экологических проблем.

## Труды
Автор более ста научных публикаций, наиболее значимыми из которых являются монографии: 
Основные его книги по философии: «Становление экологической этики». М., РАУ. 1992. «Экологическая проблема: социально-философские основания и пути решения». М., РАУ. 1993. «История философии». СПб, 1995.  «Экологическая этика». (Монография). Том 9. // В серии «Энциклопедия социального образования РФ». М., МГСУ. 1998. «Социальная экология». Том 13. // В серии «Энциклопедия социального образования РФ». М., МГСУ. 1998. «Космогенез и ноосфера». М., 2001. «Философия». М., 2003.  «Основания абхазской философии». Сухум. 2005. «Философия. Экология. Экономика. Ноосфера». Сухум. 2009. «Социальная экология. Учебное пособие для вузов». М., 2012. «Избранное. М., 2012 и др. 
Основные его книги по психологии: «Психология». СПб, 1994. «Экология Души». (Ненасилие – путь в грядущее). СПб, 1995. «Сон разума или нить жизни». СПб, 1995.  «Я – концепция: структура и содержание». Тверь. 2010. «Психосоциальная адаптация личности».  Тверь. 2011 и др.
Основные его книги экономике: «Основы банковского дела». СПб, 1995. «Экономика природопользования». М., 2001. «Инвестиции группы Всемирного Банка в решении глобальных экопроблем». М., 2003.  «Комплексная оценка деятельности российских банков в процессе интеграции в мировую финансовую систему». Тверь, 2008 и др.

## Ссылка
Научно-педагогическая деятельность В.Р. Бганба. (Составитель Д.М. Дасаниа). Сухум. 2012.
«В.Р. Бганба». / Зантария В.К. // Абхазский биографический словарь. Сухум. 2015. С. – 153.
«В.Р. Бганба». / Бахтин М.В. // Философы современной России. Энциклопедический словарь. М., 2015.  С. – 687.